# (5040) Rabinowitz
(5040) Rabinowitz est un astéroïde de la ceinture principale.

## Description
(5040) Rabinowitz est un astéroïde de la ceinture principale. Il fut découvert le 15 septembre 1972 au mont Palomar par l’astronome néerlando-américain Tom Gehrels. Il présente une orbite caractérisée par un demi-grand axe de 2,4172313488 UA, une excentricité de 0,2269950340 et une inclinaison de 24,3402390° par rapport à l'écliptique.
Il fut nommé en l'honneur de l’astronome américain David L. Rabinowitz, né en 1960, professeur à l'université Yale, aux États-Unis, spécialisé dans la ceinture de Kuiper et le Système solaire externe.

## Compléments